# 33193 Emhyr
33193 Emhyr è un asteroide della fascia principale. Scoperto nel 1998, presenta un'orbita caratterizzata da un semiasse maggiore pari a 2,6500868 UA e da un'eccentricità di 0,0827997, inclinata di 1,62502° rispetto all'eclittica.